# Dracula (bande originale)
Pour les articles homonymes, voir Dracula (homonymie).
Dracula est la bande originale du film Dracula (1931) de Tod Browning, composée par Philip Glass en 1999. La musique, composée pour un quatuor pour cordes, est interprétée par le Kronos Quartet.

## Historique
Lorsque le film Dracula avec Bela Lugosi sort sur les écrans en 1931, les techniques de post-synchronisation sont insuffisantes pour permettre d'ajouter une bande son musicale. Ainsi, le film ne possède qu'une introduction musicale, durant le générique d'ouverture. En 1998, Philip Glass fut commissionné pour composer une musique accompagnant le film. Le quatuor Kronos Quartet interpréta l'œuvre sous la direction de Michael Riesman. 
Sur ce projet, Glass indique : « Le film est considéré comme un classique. Je sentis que la musique devait évoquer le monde du XIXe siècle - pour cette raison je décidais qu'un quatuor pour cordes serait le plus évocateur et le plus réaliste. Je décidais de ne pas employer d'effets évidents couramment associés aux films d'horreur. Avec le Kronos Quartet nous avons pu ajouter de la profondeur dans les aspects émotionnels du film. »
Philip Glass et le Kronos Quartet joueront des interprétations de Dracula, pendant la projection simultanée du film, en 1999, 2000 et 2012.
Le film, avec la nouvelle bande sonore musicale, fut commercialisé, au format VHS, par Universal Studios en 1999. Une version DVD, commercialisée par Universal, permet de voir le film, avec ou sans la musique de Philip Glass.

## Liste des titres de la bande originale
| 1.    | Dracula                       | 1:16 |
| 2.    | Journey to the Inn            | 0:43 |
| 3.    | The Inn                       | 3:24 |
| 4.    | The Crypt                     | 1:17 |
| 5.    | Carriage without a Driver     | 2:13 |
| 6.    | The Castle                    | 3:13 |
| 7.    | The Drawing Room              | 1:09 |
| 8.    | "Excellent, Mr Renfield"      | 2:48 |
| 9.    | The Three Consorts of Dracula | 1:31 |
| 10.   | The Storm                     | 1:34 |
| 11.   | Horrible Tragedy              | 1:22 |
| 12.   | London Fog                    | 1:17 |
| 13.   | In the Theatre                | 2:51 |
| 14.   | Lucy's Bitten                 | 2:24 |
| 15.   | Seward Sanatorium             | 2:57 |
| 16.   | Renfield                      | 2:57 |
| 17.   | In his Cell                   | 1:32 |
| 18.   | When the Dream Comes          | 2:09 |
| 19.   | Dracula Enters                | 4:02 |
| 20.   | Or a Wolf                     | 4:41 |
| 21.   | Women in White                | 3:12 |
| 22.   | Renfield in the Drawing Room  | 3:26 |
| 23.   | Dr. Van Helsing and Dracula   | 2:22 |
| 24.   | Mina on the Terrace           | 4:41 |
| 25.   | Mina's Bedroom/The Abbey      | 3:52 |
| 26.   | The End of Dracula            | 4:06 |
| 67:00 |                               |      |

## Liens
- (en) Dracula sur le Site officiel de Philip Glass